# 포모스
포모스(fomos)는 무선 인터넷 콘텐츠와 e스포츠 포털 사이트를 운영하고 있는 유무선 인터넷 전문 기업이다.
포모스는 지난 2004년 무선인터넷 e스포츠 전문 콘텐츠 개발을 시작으로 2006년에는 e스포츠 전문 기자단을 구성하여 e스포츠 포털 업체로의 초석을 다져왔다.
또, 2010년에는 게임 기자단을 구성해 e스포츠 외에도 국내 외 게임 소식을 다루고 있으며 네이버, 다음 등의 주요 포털 사이트에 뉴스 콘텐츠를 제공하고 있다.

## 연혁
- 2004년 8월 - 포모스(주) 법인 설립
- 2004년 8월 - 한국e스포츠협회와 콘텐츠 계약
- 2004년 9월 - KTF 스타크래프트 생중계 콘텐츠 론칭
- 2005년 5월 - 피스컵 조직위와 피스컵 모바일 콘텐츠 독점 계약
- 2006년 2월 - 토리노 동계 올림픽 콘텐츠 서비스
- 2006년 3월 - WBC 2006 모바일 콘텐츠 서비스
- 2006년 8월 - 온게임넷과 콘텐츠 제공 계약
- 2006년 10월 - 네이버 e스포츠 기사 제공 계약
- 2006년 12월 - 파란 e스포츠 문자 중계 및 기사 제공 계약
- 2006년 12월 - KTF, LGT 도하 아시안 게임 모바일, 콘텐츠 서비스
- 2007년 4월 - 다음 e스포츠 기사 제공 계약, 포모스 웹사이트 오픈
- 2009년 - 네이트 뉴스 공급 계약
- 2010년 - 게임 기자단 구성
- 2021년 - 아프리카TV e스포츠 뉴스 제공 계약
- 2023년 - 다음, 유플러스 스포키 스포츠 뉴스 공급 계약
- 2024년 - MSN뉴스 콘텐츠 제공 계약

## 포모스가 제공하는 서비스
- 기사
  - 실시간 e스포츠 기사 : 리그 오브 레전드, 발로란트, 배틀그라운드 등 일반인이 인터넷으로 접할 수 있는 e스포츠 경기의 기사가 올라온다. 거의 경기가 끝남과 동시에 올라오며, 그 내용은 경기의 줄거리와 승패가 주를 이룬다.
  - 인터뷰 : 경기를 이긴 선수의 인터뷰를 제공한다. 꼭 그 날에 경기를 하지 않았더라도, 현재 이슈가 되고 있는 선수나 해설자 등이 인터뷰를 하기도 한다.
  - 포토/화보 : 경기를 이긴 팀 또는 선수의 사진을 제공한다.
  - 스포츠 기사 : 국내 외 스포츠 기사의 주요 소식을 뉴스로 제공하고 있다. 주요 스포츠 종목은 축구, 해외축구, 프로야구, MLB, NBA, 골프, 배구 등
  - 게임뉴스 : 신작 컴퓨터 게임의 출시, 업데이트, 이벤트, PC방 또는 모바일 게임 순위, 개발자와의 인터뷰를 보여준다. 이 외에도 해외 게임 소식을 전달하는 기사와 신작 게임을 평가하는 기자 한 줄 평도 제공 중이다.

- 커뮤니티
  - 게시판 : 현재 포모스에는 Talk 게시판, 인터넷 개인 방송 게시판, 가십 등이 존재한다.